# Holländerwindmühle Koßdorf
Holländerwindmühle Koßdorf er en tårnmølle beliggende i bydelen Koßdorf i Mühlberg ved Elben, Landkreis Elbe-Elster i den sydlige del af den tyske delstat Brandenburg. Møllen blev opført i 1912, efter familien Humpisch' stubmølle den 12. marts 1912 brændte ned, og blev den 12. december samme år sat i drift. Møllegrunden har siden 1830 været i familien eje. Møllen er stadig i drift og forsyner bagerierne i omegnen.
- Wikimedia Commons har flere filer relateret til Holländerwindmühle Koßdorf

51°29′41″N 13°13′41″Ø / 51.494603°N 13.228075°Ø